# Filotas
Filotas (? — outubro de 330 a.C.), filho de Parménio, foi um amigo pessoal de Alexandre, o Grande, e que terminou sendo executado por Alexandre, acusado de traição.
Logo após Filipe ter se reconciliado com Alexandre, através da influência de Demarato de Corinto, houve novo desentendimento entre Filipe e Alexandre. Pidoxaro, sátrapa da Cária, tentou se aliar a Filipe, casando sua filha mais velha com Filipe Arrideu, meio-irmão mais velho de Alexandre. Alexandre, então, propôs a Pidoxaro que ele deveria ignorar seu irmão bastardo e tolo, e casar sua filha com ele. Filipe entrou no quarto de Alexandre, levando consigo um amigo de Alexandre, Filotas, filho de Parménio, e deu-lhe uma enorme bronca, pois Alexandre queria se tornar genro de um escravo de um rei bárbaro.